# Журавський Анатолій Федорович
Анатолій Федорович Журавський — український прозаїк, поет, літературознавець, заслужений журналіст України, громадський діяч. Член НСПУ (1984).

## Біографія
Анатолій Федорович народився в селі Барашівка  Житомирського району Житомирської області 4 квітня 1952 року в  родині робітників Журавських Федора Олександровича (1920—1996 рр) та Євдокії Олександрівни (1928).
Закінчив восьмирічну школу в селі Барашівка Житомирського району, середню освіту здобув у районній заочній школі. В 1969—1972 роках працював фотокореспондентом Житомирської районної газети «Зоря комунізму». Навчався в Київському інституті театрального мистецтва ім. Карпенка-Карого (1970—1976 рр).
Займався кореспондентською та адміністративною роботою з 1972 року по 2001 рік. Працював на обласному радіо. Був редактором: Чуднівської районної газети «Прапор комунізму»; обласних — «Комсомольська зірка» та «Радянська Житомирщина»; республіканських — «Сільські вісті», «Слово просвіти». Також Анатолій Федорович працював референтом голови Житомирського обласного виконавчого комітету, уповноваженим Українського відділення ВААП по Житомирській області, очолював літературну частину Житомирського обласного музичного драматичного театру.
Анатолій Журавський був засновником і редактором всеукраїнських газет «Слово Просвіти» (Київ, 1989) та «Народний лікар України» (Житомир, 1990—2001 рр), дослідником і збирачем етномедицини українців, автором нарисів про відомих цілителів Івана Носаля, Євгена Товстуху, Леоніда Павленка, Марію Ковтун, Наталію Зубицьку.
З 1994 по 2001 рік очолював обласну організацію Всеукраїнського товариства «Просвіта» ім. Тараса Шевченка, входив до керівництва організації товариства «Меморіал», Конгресу української інтелігенції.
У 1984 році став членом спілки письменників України. А в 1998 році Анатолію Журавському присвоєно звання Заслуженого журналіста України.
В 1988 році відомий художник Яніс Струпуліс (Латвія), друг Журавського, намалював портрет письменника. А Микола Антонович Максименко у 1995 році також намалював і подарував Анатолію Федоровичу його портрет.
Був одружений, мав двох дітей: Журавська Леся Анатоліївна (1974 р), Журавський Тарас Анатолійович (1979 р).
Проживав у Житомирі та в селі Барашівка. Помер 5 травня 2001 року. Похований в рідному селі, пам'ятник на могилі — робота скульптора, Заслуженого художника України Василя Фещенка.

## Літературна творчість
Ще старшокласником  Анатолій Журавський захопився творчістю Остапа Вишні, тому дипломну роботу присвятив його театральній діяльності. Анатолій Федорович зібрав велику кількість матеріалів з газет, журналів, збірників, де друкувався Остап Вишня. Зустрічався із сучасниками гумориста — письменниками, артистами, а також з його дружиною — Варварою Губенко-Маслюченко, разом з якою став упорядником книги спогадів про гумориста «Про Остапа Вишню».
У 1983 році вийшла друком документальна повість-есе «Ніколи не сміявся без любові», де в хронологічній послідовності поєднано спогади, відгуки, уривки з усмішок, що відтворюють найважливіші події літературно-мистецького життя Остапа Вишні.
В червні 1988 року в газеті «Літературна Україна» була опублікована стаття Анатолія Федоровича «Скажіть усім, що я не ворог народу», в якій вперше було написано про замовчуване десятилітнє заслання Остапа Вишні в сталінських таборах.
Потім про  Остапа Вишню він написав двосерійну кіноповість «Сльози наші на кремінь  падають» — її дуже схвально зустріли письменники, критики. В 1990 році кіностудія імені Олександра Довженка вилустила фільм «Житіє Остапа Вишні».
Роман-есей «Будьмо», написаний з уст Остапа Вишні, відображає літературний процес в Україні в 20-х роках. На жаль, із запланованих п'яти книжок («зошитів») роману-есею «Будьмо» Анатолій Журавський видав тільки дві (1998 р.). Рано обірвалося його життя і видання книги завершила його дружина — Людмила Журавська.
У вісімдесяті роки Анатолій Федорович публікував статті літературно-мистецького життя області, репортажі, інтерв'ю.
В книзі спогадів «Жадань і задумів неспокій», що вийшла друком 1988 року, А. Журавський зібрав та упорядкував розповіді сучасників про М. В. Хомичевського (Бориса Тена).
Також Анатолій Федорович займався вивченням житомирського періоду життя Івана Кочерги. Результатом стала книга «Гамлет з вулиці Хлібної», видана 1996 року.
Анатолій Журавський писав вірші, видав поетичні збірки «Звягель» (1996 р), «Батькові бджоли» (2000 р).
Серед багатьох захоплень Анатолія Журавського було ще й вивчення стародавньої мови — санскриту. Він вважав, що саме санскрит є праматір'ю нашої рідної мови.

### Книги Анатолія Журавського
- Журавський А. Ф. Батькові бджоли: поезії / Анатолій Журавський ; [худож. Ю. Рудюк]. — Житомир: Полісся, 2000. — 92 с. — ISBN 966-7057-62-3.
- Журавський А. Ф. Будьмо! : роман-есей з уст Остапа Вишні у п'яти зшитках / Анатолій Журавський ; [авт.-упоряд., авт. передм. Л. Г. Журавська ; ред. Г. В. Паливода]. — Вінниця: Твори, 2018. — 362, [2] с. : фот. — ISBN 978-617-7710-00-3.
- Журавський А. Ф. Будьмо! : роман-есей з уст Остапа Вишні: у 5 зшитках. 2 зшиток. «І став я наркомом сатири» / Анатолій Журавський ; [передм. Валерія Нечипоренка]. — Житомир: Сі-еН-еС, [1998?]. — 79, [1] с. — ISBN 5-86868-072-3.
- Журавський А. Ф. Гамлет з вулиці Хлібної, або Забуті сторінки життя Івана Кочерги / Анатолій Журавський. – Київ : Сі-еН-еС, [1996?]. – 103, [1] с. – ISBN 5-868-073-1.
- Журавський А. Ф. Звягель: [поезії] / Анатолій Журавський ; [худож. Яніс Струпуліс]. — Житомир: Сі-еН-еС, [1996?]. — 40 с. : портр. — ISBN 5-88500-032-8.
- Журавський А. Ф. Ніколи не сміявся без любові: сторінки життя і творчості Остапа Вишні / А. Ф. Журавський. — Київ: Мистецтво, 1983. — 199 с.
- Журавський А. Ф. Сльози наші на кремінь падають… : кіноповість / Анатолій Журавський. — Житомир: Сі-еН-еС, [1998?]. — 91, [1] с. — ISBN 5-86868-079-0.
- Жадань і задумів неспокій: з творч. спадщини Бориса Тена: вірші, пер., статті, листи, спогади / упоряд. А. Ф. Журавський, К. В. Ленець ; худож. А. М. Пугачевський. — Київ: Радянський письменник, 1988. — 550 с. : фотоіл. на окр. арк. — Бібліогр.: с. 488—538. — ISBN 5-333-00025-5.
- Про Остапа Вишню: спогади / [упоряд.: В. О. Губенко-Маслюченко, А. Ф. Журавський ; ред. М. І. Петросюк]. — Київ: Радянський письменник, 1989. — 334 с. : іл. — Бібліогр. в підрядковій прим. — ISBN 5-333-00392-0.

### Статті у збірниках
- Журавський А. Будинок, в якому жив Борис Тен (Хомичевський М. В.) (іст.). [Ст. 3] / А. Журавський // Пам'ятки і пам'ятні місця історії та культури міста Житомира і Житомирського району. Вип. 6. — Житомир: Полісся, 2006. — С. 41-43. — Бібліогр.: с. 42.
- Журавський А. Будинок, в якому жив Борис Тен (Хомичевський М. В.) (іст.). [Ст. 35] / А. Журавський // Пам'ятки Житомира: енциклопедія: Пам'ятки археології, історії та монументального мистецтва / за заг. ред. Г. Мокрицького. — Житомир: Волинь, 2009. — (Енциклопедія Житомира. Т. 2 ; Кн. 1). — С. 91-92. — Бібліогр.: с. 92.
- Журавський А. Будинок, де працював Кочерга І. А. [іст.]. [Ст. 28] / А. Журавський // Пам'ятки і пам'ятні місця історії та культури міста Житомира і Житомирського району. Вип. 6. — Житомир: Полісся, 2006. — С. 77-78. — Бібліогр.: с. 78.
- Журавський А. Будинок, де працював Кочерга І. А. [Ст. 59] / А. Журавський // Пам'ятки Житомира: енциклопедія: Пам'ятки археології, історії та монументального мистецтва / за заг. ред. Г. Мокрицького. — Житомир: Волинь, 2009. — (Енциклопедія Житомира. Т. 2 ; Кн. 1). — С. 114. — Бібліогр.: с. 114.
- Журавський А. Ви несли голгофівського хреста!. : [Борис Тен] / А. Журавський // Кожному мила своя сторона : краєзн. нариси про видат. людей, минуле Житомирщини, обряди і звичаї населення краю. Ч. 2 / упоряд. Л. І. Бондарчук, Л. С. Демченко. – Київ : Аверс, 1998. – С. 5-8.
- Журавський А. Ф. Житіє Остапа Вишні : фрагмент сценарію ; Батькові бджоли ; Нудьгують дороги, залиті дощами... ; Ледь засну – і шумить мені ліс : [вірші]/ А. Ф. Журавський // Письменники Житомирщини. Кн. 1. – Житомир : Пасічник М. П., 2010. – С. 328-329.
- Журавський А. "От" і "До" : з "Літературного щоденника" : [спогади про Бориса Тена] / А. Журавський // Жадань і задумів неспокій : з творч. спадщини Бориса Тена : вірші, пер., статті, листи, спогади / упоряд. А. Ф. Журавський, К. В. Ленець. – Київ : Радянський письменник, 1988. – С. 432-443.

### Про життя та творчість Анатолія Журавського
- Анатолій Федорович Журавський (1952-2001) : [про життя та творчість : Житіє Остапа Вишні : фрагмент сценарію ; добірка поезії] // Письменники Житомирщини. Кн. 1 / [авт.-упоряд. М. Пасічник, П. Білоус, Л. Монастирецький]. – Житомир : Пасічник М. П., 2010. – С. 327-329. – Бібліогр.: с. 329.
- Білоус Т. М. Анатолій Журавський : (штрихи до портрета) : [поет, журналіст, літературознавець родом з с. Барашівка, Житомирського району] / Т. М. Білоус, О. П. Костюк, П. І. Костюк // Житомиру - 1120 (884-2004) : наук. зб. "Велика Волинь". Т. 31. / голов. ред. М. Ю. Костриця. – Житомир : М. Косенко, 2004. – С. 415-419. – Бібліогр.: с. 419.
- Грабовський В. «А потім бог розпорядився, щоб стали ми друзями"... : [Анатолій Журавський (1952-2001) : поет, журналіст, літературознавець родом з с. Барашівка, Житомирського району] // Грабовський В. Творення легенди : краєзнавчі нотатки / В. Грабовський. – Вид. 2-е, випр. і допов. – Житомир : Полісся, 2008. – С. 123-125.
- Грабовський В. Поїздка у Левків : [вірш, присв’ячений Анатолію Журавському] // Грабовський В. Творення легенди : краєзнавчі нотатки / В. Грабовський. – Вид. 2-е, випр. і допов. – Житомир : Полісся, 2008. – С. 125.
- Журавська Л. «Ніяк не можу без людей…»: спогад / Людмила Журавська // Народний лікар України. — 2012. — N 4 (квіт.). — С. 2.
- Іващенко О. Могила Журавського А. Ф. (іст.). [Ст. 99] / О. Іващенко // Пам'ятки і пам'ятні місця історії та культури міста Житомира і Житомирського району. Вип. 6. — Житомир: Полісся, 2006. — С.182-183. — Бібліогр.: с. 183.
- Лєцкін М. Безсилі Україну розтоптати! : [творчий вечір А. Журавського 23 квіт. 1997 р.] // Лєцкін М. На берегах вічності : літ.-мистец. розвідки / М. Лєцкін. – Житомир : ЖДУ ім. І. Франка, 2008. – С. 54-58.
- Лєцкін М. «Я інших не сповідую знамен» : [характеристика поезії А. Журавського] / М. Лєцкін // Орієнтир+1. – 1999. – 8 квіт.
- Натикач Л. Серце поета : [Анатолій Журавський (1952-2001)] / Л. Натикач // Житомирщина. – 2019. – 8 лют. (№ 10). – С. 4. – (До 100-річчя газети "Житомирщина").
- Скорський М. А. Художня документалістика Анатолія Журавського / М. А. Скорський // Поліський дивосвіт: література рідного краю: Житомирщина: посіб.-хрестоматія в 2-х ч. Ч. І: критичний огляд / за ред. С. О. Пультера. — Житомир: Полісся, 2000. — С. 468—476. — Бібліогр.: с. 476.